# 松山千春
松山 千春（まつやま ちはる、1955年〈昭和30年〉12月16日 - ）は、日本の男性フォークシンガー、シンガーソングライター。
北海道足寄郡足寄町出身。主な代表曲に「大空と大地の中で」「季節の中で」「長い夜」「君を忘れない」などがある。

## 略歴
1975年に「全国フォーク音楽祭」の北海道大会に出場するも落選。しかし、この出場を通じてSTVラジオの竹田健二ディレクターに見出され、翌1976年同局の『サンデージャンボスペシャル』内の15分コーナー『千春のひとりうた』でメディアデビュー。
1977年、1月25日に「旅立ち」でメジャー・デビューを果たすが、同年8月27日、二人三脚で歩んできた竹田が急性心不全のため36歳で急逝し、一時失意に陥る。しかしこれが契機となり、同年10月には個人事務所として「オフィス・パンタ」（現在のオフィス・ゲンキ）が設立され、松山をバックアップすることになる。同年10月には『オールナイトニッポン』水曜2部のラジオパーソナリティに起用され、全国区の人気になった。これに伴い『サンデージャンボスペシャル』からは降板。1978年4月には月曜1部に昇格し全国区の知名度を更に得るようになる。同年に発売したシングル「季節の中で」が大ヒットしたことで一気にスターダムを駆け上り、以後も多数のヒット曲を出した。
松山は一貫して「自身はフォークシンガーであり、ニューミュージックをやっていない」と主張している。フォークとニューミュージックの違いは、フォークは心から出て来た詞で、ニューミュージックが辞書から引いて来た言葉、であるという。
1980年3月3日、清須邦義と加川良と共にNEWSレコードを設立。
1982年7月24日には札幌・真駒内屋外競技場にて5万人コンサート「大いなる愛よ夢よ’82」を開催。
1984年『オレたちひょうきん族』内の『タケちゃんマン』に使用された「ビックリ箱のうた」の作詞・作曲を手がけた。
1985年、NEWSレコード事業解散。レコード会社をALFAレコードに移籍。同年12月に結婚、一児（長女）をもうける。
1992年、日本コロムビアに移籍。1980年以降のオリジナル・アルバムCDが日本コロムビアから順次廉価再発される。
2007年、コンサート公演回数が2000回に達した。

## 生い立ち・人物

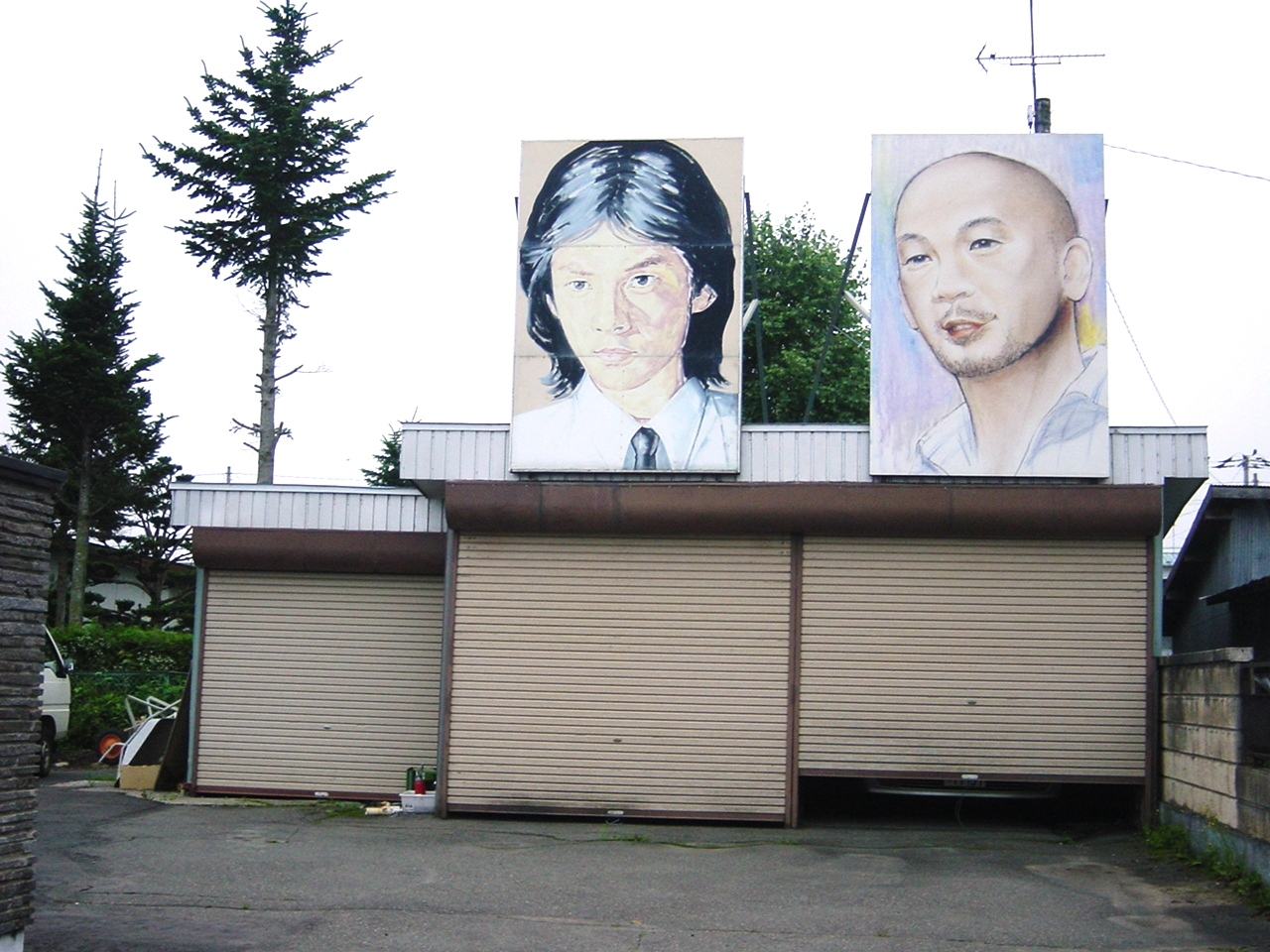
足寄町にある「千春の家」に掲げられた似顔絵

北海道夕張郡栗山町出身の父・松山明と地元出身の母・美代子（通名：ミヨ）の次男（第四子）として足寄に生まれる。姉・弟の三人兄弟。長姉は乳幼児期に早世、長兄も肺炎のため3歳で早世している。「千春」という名前は松山の生まれた年にオリンピックに向けて活躍していたスキー選手・猪谷千春にあやかって父親が名付けたもの。生後間もなく股関節脱臼と診断され、札幌の北海道大学附属病院に半年間入院。この時に父・明は入院費捻出のため多額の借金を背負うことになり、その後の返済が家計を圧迫。このことが幼少期の人格形成に大きく影響を及ぼしている。その後、足寄西小学校を経て足寄中学校に入学。
フォークソングとの出会いは小学校5年生。姉の影響でピーター・ポール&マリーやジョーン・バエズ、ブラザース・フォア等を知る。翌年、幼なじみの紹介で知った岡林信康が、足寄で弾き語りのコンサートを開き、聴きに行った松山に強烈なメッセージを与えたことに始まる。初めて多くの人前で歌ったのは、高校文化祭の前夜祭。仲間の強い勧めで飛び入り参加し、岡林信康の「私たちの望むものは」を熱唱した。
父・明は、1954年に足寄町でたった一人で旬刊紙『とかち新聞』を創刊し主筆を務めた人物（なお、同紙は1984年に休刊した）。しかし経営（＝家計）は苦しく、特に1965年には当時の足寄町長の不正を紙面で取り上げたことで裁判沙汰となり、町長からの圧力で購読者数が大きく減少し、松山も納豆売りをして生活費を稼がねばならないところまで追い込まれた（この裁判は1969年にとかち新聞側の勝訴で終わっている）。
足寄高校では卒業時に首席となるなど成績は優秀で、担任からは大学進学を勧められていたが、このような苦しい家計を踏まえ「早く働いて父を助けたい」との考えから大学進学を断念している。高校時代はバスケットボール部に所属しており、当時は十勝地区で「シュートの鬼」の異名を取ったという。練習ではフリースローを75回連続で成功させたこともある。しかし当時の十勝地区では帯広柏葉高校が圧倒的な力を持つ強豪として立ちはだかっていたため、足寄高校はいつも地区2位で全道大会進出が叶わなかった。
高校卒業後は、北見市に出て、叔父が経営する小料理屋「照勝」と農協ビルの地下食堂の手伝いとストリップショーも行うクラブ「メーゾン・マヤ」のバーテンダー兼照明係を行いながら、叔父から下宿提供等の援助を受け、野付牛自動車学校にて普通自動車免許を取得。さらに合間をみて作詞・作曲を行う。その後一時足寄に戻り、父親の仕事を手伝いながら「フォーク音楽祭」に「旅立ち」で応募。生涯の“師”と仰ぐ竹田健二と出会うことになる。
全国フォーク音楽祭北海道コンクールに進出するも落選。しかし、その才能を見抜いた竹田は、STVラジオのサテライトスタジオからの公開ワイド番組『サンデージャンボスペシャル』にて、松山を広めるためのコーナー「千春のひとりうた」を設け、毎週書き下ろし2曲を作ってもらうように依頼、それをサテライトスタジオの聴衆に発表させていた。
その時、竹田は松山に対して、「千春、酒、タバコ、女、どれかひとつをやめなさい。そうしないとね、プロとしての自律心・自制心が足りないことになるから」と助言される。松山は「タバコはやめられそうにないし、女も嫌だっていっても女がすがってくるから、酒（をやめる）かなぁ。じゃ、オレは酒をやめますよ」と約束し、以後禁酒を続けている。なお松山自身は、生来からの体質で酒は苦手だった。
正式にプロデビューを果たし、まず全道でのデビューライブを行っていた最中の1977年8月26日、室蘭市での公演を終えた松山のもとに、竹田から「これからニッポン放送の人とキャニオン・レコードの人と会う。明日は俺もなんとかいっしょに函館に行けるから、午前10時にSTVにきてくれ。そこで待ち合わせよう」と声をかけてくれた。『オールナイトニッポン第2部』パーソナリティー就任オファーをもらうが、その打ち合わせの約束の日であった翌27日、竹田は急逝した。
コンサートの際に一輪のバラを置いているのは、ファーストコンサートの時に竹田から「お前はギター一本だから、ギター一本じゃ寂しいだろ?だから一番気高いバラの花を一本置いとくよ。」と言われことが始まりで、それからずっと置いている。
高音でソウルフルな歌唱法と、コード進行の単純な楽曲は、素人でも真似が容易なため、多くの芸能人がものまねのレパートリーにしている。
好きなテレビ番組はNHK総合テレビ『爆笑オンエアバトル』で、「NHKの深夜にやっている球を転がすお笑い番組が好き」とある番組でコメントしている。
テレビ出演を「出るもんじゃなくって、見るものだから」という理由で拒否していたが、「あなたにはたくさん届いた番組出演のリクエストのハガキに何か答えなければならないはず」というプロデューサー・弟子丸千一郎の言葉に感銘を受け、TBS系『ザ・ベストテン』の出演を承諾。デビュー以来、テレビに初めて出演。その後、同番組には3回の出演を果たした。かつては滅多にテレビに出ないことを売りにしている側面もあったが、30歳になった1985年頃を境に、一転してバラエティや音楽番組、ニュース、ドラマ等にも頻繁に出演するようになった。また、関西テレビ・フジテレビ系列の『SMAP×SMAP』に出演した際、「松山が生きている限り自分以上に歌が上手い歌手は出てこない」と、自分の歌唱力に相当な自信をみせるコメントをしたこともある。
『NHK紅白歌合戦』には「トリなら出る」として出場を辞退し続けていた。所属事務所は紅白の出場審査の際にNHKからCDの提供を求められても「欲しいなら一般の方と同じくCDショップでお買い求め下さい」とNHKを特別扱いしない方針であった。一方、同じく「NHKのど自慢」にも出演していなかったが、こちらは2015年9月6日と2018年8月5日の放送に出演。2024年の紅白の後にはついに紅白との決別を宣言。その理由として「なぜ出たくないのかって言われたら、まず音楽に対する考え方の違い。ここにきてますますその違いが露骨に出てきた。弱い新人歌手に対する司会者の接し方」と話している。
地元愛が強く、「北海道を愛するフォークシンガーである」というポリシーを持つ。一般的にはスキンヘッドで毒舌キャラの恐いイメージを持たれることがあるが、気さくで素朴な性格で、特に北海道ではデビュー以来常に高い人気を誇っている。2023年に地元の野球球団である北海道日本ハムファイターズが本拠地とするエスコンフィールド北海道での試合にゲスト出演した際にも日ハムがこの時点で最下位であることを詰りながらも「新庄監督の采配で選手は強くなり、選手も新庄監督を慕っているでしょう。だからこそ来シーズンは強くなる」と毒舌と温かみを両立させた発言をした。
牛肉偽装問題が発覚して大きな騒動を巻き起こした際には北海道「北の食大使・牛肉大使」に任命され、牛肉のPRで全国を飛び回っていた。
スキージャンプの大ファンであり、かつて全日本ジャンプチームに大量の牛肉を差し入れていたほか、ジャンプチームの応援歌として「空－翼を広げて」を製作した。
歌手として売れるようになってからも暫く足寄の実家で生活し、現在も住所は足寄だが普段の生活拠点を札幌に移している。足寄の実家を大切に思い、ガレージには本人の似顔絵が飾られていて名物となっている。本人は函館や稚内といった離れた場所でも構わないので、北海道に住み続けたいと語っている。
コンサートで全国を回る際はいつも新千歳空港から出発している。このため、北海道民は空港のロビーで度々目撃している。特に変装したり取り巻きが恐い人ということはない（大抵はマネージャーと思われる人物が1名いる）。
自身のラジオ番組では世相を憂い、特に還暦を迎える頃からは老いや親友の逝去もあり、自他の健康についての発言や気遣いもみられる。
同学年であり芸歴では一年後輩のサザンオールスターズの桑田佳祐とはかつては一緒に野球をやっていた仲であった。現在も桑田は松山の才能を認めており、『桑田佳祐のやさしい夜遊び』（TOKYO FM）の企画「桑田佳祐が選ぶ2014邦楽ベスト20」では「歩き出してくれないか」を一位にしている。これについて松山は自身以上に編曲家の夏目一朗が喜んでいたことを明かし、「桑田もオレの曲を聴いてくれていたんだな」としみじみ語り、自身も桑田の曲を聴いていることを述べている。
2017年8月20日、搭乗した全日空1142便（札幌・新千歳空港発大阪・伊丹空港行き）の機内で、客室乗務員に「（Uターンラッシュによる保安検査場の混雑による出発の遅れで）みんなイライラしています」と申し出て、機長の許可を得て機内放送用のマイクで「大空と大地の中で」を歌った。全日空の広報担当者は「松山さんの厚意に感謝したい」としている。
1995年11月に父の明が、1998年4月には姉が癌で他界。その後、2021年1月16日に母・美代子が老衰のため99歳で他界。同年9月26日の「松山千春のON THE RADIO」で、19日に弟が癌のため61歳で他界して親兄弟では自分だけになったことを報告した。
松山は一度2008年、大阪での公演中に体調不良を訴え、狭心症と診断され、大阪と札幌で2度手術を受けた。2024年春ツアー後、検査を受け、狭心症の悪化が見つかり、医師から、冠動脈バイパス手術を受けるように診断され、治癒までに3ヶ月程度要するため、秋ツアーを全中止とすることを発表した。

## 政治活動
- 同郷の鈴木宗男の支援を行っている。自由民主党北海道連青年部名誉会長を長らく務めたとされる[要出典]。2002年3月に鈴木が自民党を離党すると、それに伴い自らも離党し、北海道連青年部名誉会長職を辞任した。

- 2005年8月18日、鈴木宗男と共に地域政党「新党大地」を結党した。党名は松山によって付けられた[24]。松山は「大空と大地の中で」を党のテーマ曲として提供した。また、鈴木の長女で衆議院議員、鈴木貴子の応援演説において弁士として街頭活動を行うことがある。

- 明石康の支援も行っていた。

- 2022年の参議院議員選挙では、長野県選挙区から立候補した自民党新人の松山三四六を支援した。公示日の6月22日、松山は長野県入りし、立憲民主党現職の杉尾秀哉を名指しして、「とても出来のいい方だが、票がほしいばかりに共産党と一緒に選挙戦をやっている。長野を、中国や北朝鮮、ロシアのような国にしたいんですか。そんな人間を長野から送り出していいのか」と演説した[25]。また遊説の際、ビッグハット前と松本駅前で「大空と大地の中で」の一節を歌った[26]。

## 不祥事
2007年2月12日夜、京都市下京区の指定暴力団会津小鉄会の図越利次会長就任10周年記念パーティに招かれ、その場で3曲歌っていたことが京都府警の調べで判明した。この報道を受け、札幌テレビ放送は同年2月18日に予定していた特別番組『松山千春 30年目の旅立ち』とSTVラジオ『松山千春 季節の旅人』の同日の放送を中止し、1976年以来30年以上レギュラー番組を持ち続けてきたSTVラジオでは『松山千春 季節の旅人』が放送打ち切りとなった。その後、同局で松山が出演するラジオ番組は『松山千春のON THE RADIO』をNACK5から購入する形で放送を再開した。

## ディスコグラフィ

### シングル
| 枚                                       | 発売日                           | タイトル                                | c/w                              | 形態                             | オリコン 最高位                  |
| キャニオン・レコード / AARD-VARK         | キャニオン・レコード / AARD-VARK | キャニオン・レコード / AARD-VARK        | キャニオン・レコード / AARD-VARK | キャニオン・レコード / AARD-VARK | キャニオン・レコード / AARD-VARK |
| ---------------------------------------- | -------------------------------- | --------------------------------------- | -------------------------------- | -------------------------------- | -------------------------------- |
| 1st                                      | 1977年1月25日                    | 旅立ち                                  | 初恋                             | EP                               | 74位                             |
| キャニオン・レコード / F-LABEL           |                                  |                                         |                                  |                                  |                                  |
| 2nd                                      | 1977年6月25日                    | かざぐるま                              | 銀の雨                           | EP                               | -                                |
| 3rd                                      | 1977年11月25日                   | 時のいたずら                            | 白い花                           | EP                               | 29位                             |
| 4th                                      | 1978年4月25日                    | 青春                                    | MY自転車                         | EP                               | 26位                             |
| 5th                                      | 1978年8月21日                    | 季節の中で                              | 青春II（セカンド）               | EP                               | 1位                              |
| キャニオン・レコード / F-LABEL, Panta    |                                  |                                         |                                  |                                  |                                  |
| 6th                                      | 1979年3月21日                    | 窓                                      | 卒業                             | EP                               | 5位                              |
| 7th                                      | 1979年8月21日                    | 夜明け                                  | サイクリング                     | EP                               | 5位                              |
| 8th                                      | 1980年1月21日                    | 恋                                      | 帰ろうか                         | EP                               | 6位                              |
| NEWSレコード                             |                                  |                                         |                                  |                                  |                                  |
| 9th                                      | 1980年9月21日                    | 人生の空から                            | 雨の夜                           | EP                               | 4位                              |
| 9th                                      | 1980年9月21日                    | 人生の空から                            | 海を見つめて                     | EP                               | 4位                              |
| 9th                                      | 1980年9月21日                    | 人生の空から                            | こいこごろ                       | EP                               | 4位                              |
| 10th                                     | 1981年4月21日                    | 長い夜                                  | わかれ                           | EP                               | 1位                              |
| 11th                                     | 1981年9月21日                    | ふるさと                                | 風の中                           | EP                               | 3位                              |
| 12th                                     | 1982年4月21日                    | 夜よ泣かないで                          | 春の足音                         | EP                               | 4位                              |
| 13th                                     | 1982年9月5日                     | 夢の旅人                                | 二人の季節                       | EP                               | 3位                              |
| 14th                                     | 1983年3月21日                    | Sing a Song                             | 涙の街                           | EP                               | 7位                              |
| 15th                                     | 1983年6月21日                    | 電話                                    | 流れ雲                           | EP                               | 18位                             |
| 16th                                     | 1983年9月21日                    | 流れ星                                  | 愛は物語                         | EP                               | 20位                             |
| 17th                                     | 1984年3月21日                    | On the Radio                            | 雨の歌                           | EP                               | 17位                             |
| 18th                                     | 1984年10月21日                   | 男と女                                  | 粉雪                             | EP                               | 22位                             |
| ALFAレコード / NEWS                      |                                  |                                         |                                  |                                  |                                  |
| 19th                                     | 1985年6月25日                    | ナイト・エンジェル                      | 情熱                             | EP                               | 23位                             |
| 20th                                     | 1985年11月10日                   | 燃える日々                              | あふれる愛                       | EP                               | 29位                             |
| 21st                                     | 1986年4月25日                    | 野良犬                                  | 華 (HANA)                        | EP                               | 44位                             |
| 22nd                                     | 1986年10月10日                   | 旅路                                    | 旅立ち                           | EP                               | 46位                             |
| 23rd                                     | 1987年4月25日                    | 七つちがい                              | あなただけの季節                 | EP                               | 41位                             |
| 24th                                     | 1987年10月25日                   | 春夏秋冬                                | ブルース                         | EP                               | 46位                             |
| ALFAレコード                             |                                  |                                         |                                  |                                  |                                  |
| 25th                                     | 1988年5月25日                    | いつのまにか                            | 幸せ                             | EP                               | 59位                             |
| 25th                                     | 1988年5月25日                    | いつのまにか                            | 幸せ                             | 8cmCD                            | 59位                             |
| 26th                                     | 1988年11月10日                   | 愛のぬくもり                            | Trouble                          | EP                               | 40位                             |
| 26th                                     | 1988年11月10日                   | 愛のぬくもり                            | Trouble                          | 8cmCD                            | 40位                             |
| 27th                                     | 1988年12月21日                   | 午前3時                                 | Say                              | EP                               | 77位                             |
| 27th                                     | 1988年12月21日                   | 午前3時                                 | Say                              | 8cmCD                            | 77位                             |
| 28th                                     | 1989年4月25日                    | 抱きしめたい                            | ホーム・タウン                   | EP                               | 73位                             |
| 28th                                     | 1989年4月25日                    | 抱きしめたい                            | ホーム・タウン                   | 8cmCD                            | 73位                             |
| 29th                                     | 1989年11月10日                   | SWAY                                    | 希望                             | 8cmCD                            | 75位                             |
| 30th                                     | 1990年4月25日                    | 夏の陽                                  | Lullaby                          | 8cmCD                            | 72位                             |
| 31st                                     | 1990年9月25日                    | 男達の唄                                | 踊り子                           | 8cmCD                            | 48位                             |
| 32nd                                     | 1991年10月21日                   | 純 -愛する者たちへ-                     | 今…                              | 8cmCD                            | 50位                             |
| 日本コロムビア                           |                                  |                                         |                                  |                                  |                                  |
| 33rd                                     | 1992年9月1日                     | INTENTIONAL                             | 陽だまりの中                     | 8cmCD                            | 44位                             |
| 34th                                     | 1993年9月1日                     | 東京                                    | 俺の人生                         | 8cmCD                            | 62位                             |
| 35th                                     | 1994年4月21日                    | 生命                                    | 風のささやき                     | 8cmCD                            | 99位                             |
| 36th                                     | 1994年10月21日                   | 時計                                    | 風は泣いている                   | 8cmCD                            | -                                |
| 37th                                     | 1995年4月21日                    | 船                                      | 夕やけ                           | 8cmCD                            | -                                |
| 38th                                     | 1995年10月21日                   | 泣いてしまいたい                        | それも愛                         | 8cmCD                            | -                                |
| 39th                                     | 1996年4月20日                    | 君を忘れない                            | 今を生きたい                     | 8cmCD                            | 14位                             |
| 40th                                     | 1996年10月19日                   | あなたのために                          | 10月・雨                         | 8cmCD                            | 55位                             |
| 41st                                     | 1997年5月10日                    | 逢いたくて                              | 愛よ永遠に                       | 8cmCD                            | 80位                             |
| 42nd                                     | 1997年8月30日                    | ひまわり                                | ねえ君                           | 8cmCD                            | 86位                             |
| 43rd                                     | 1997年11月21日                   | クリスマス                              | 雪化粧                           | 8cmCD                            | 91位                             |
| 44th                                     | 1998年5月9日                     | この世で君が一番好き                    | 大空と大地の中で                 | 8cmCD                            | 86位                             |
| 45th                                     | 1998年10月10日                   | 翼を持たない天使                        | さよなら                         | 8cmCD                            | 72位                             |
| 46th                                     | 1999年5月29日                    | 僕なら                                  | ため息をつかせてよ               | 8cmCD                            | 89位                             |
| 47th                                     | 2000年4月29日                    | 君に                                    | soupir (ため息)                  | 8cmCD                            | 86位                             |
| 48th                                     | 2000年10月21日                   | 遠い愛                                  | 僕は君になれない                 | 8cmCD                            | 75位                             |
| 49th                                     | 2001年4月21日                    | 新たなる旅立ち                          | 愛したい                         | 8cmCD                            | 79位                             |
| 50th                                     | 2001年10月21日                   | 宇宙のはるか                            | です。                           | 8cmCD                            | 49位                             |
| 51st                                     | 2002年5月18日                    | egoist:エゴイスト                       | 受難の時代                       | 12cmCD                           | 53位                             |
| コロムビアミュージックエンタテインメント |                                  |                                         |                                  |                                  |                                  |
| 52nd                                     | 2002年10月23日                   | 存在                                    | 冬のアリア                       | 12cmCD                           | 39位                             |
| 53rd                                     | 2003年5月21日                    | 都会の天使                              | 兵士の詩                         | 12cmCD                           | 26位                             |
| 54th                                     | 2003年11月5日                    | 最後の涙                                | 君の全てを                       | 12cmCD                           | 58位                             |
| 55th                                     | 2004年5月19日                    | 一輪の花                                | こもれ陽                         | 12cmCD                           | 37位                             |
| 56th                                     | 2004年11月17日                   | 北風の子守唄                            | 山の向こう                       | 12cmCD                           | 67位                             |
| 57th                                     | 2005年5月18日                    | 青春の街                                | 水溜まり                         | 12cmCD                           | 55位                             |
| 58th                                     | 2006年5月24日                    | 現実                                    | 星                               | 12cmCD                           | 88位                             |
| 59th                                     | 2006年11月1日                    | 祈り                                    | 月あかり                         | 12cmCD                           | 55位                             |
| 60th                                     | 2007年5月9日                     | 自壊                                    | 青空                             | 12cmCD                           | 43位                             |
| 60th                                     | 2007年5月9日                     | 自壊                                    | 宗谷岬                           | 12cmCD                           | 43位                             |
| 60th                                     | 2007年5月9日                     | 自壊                                    | 賭け                             | 12cmCD                           | 43位                             |
| 61st                                     | 2007年10月24日                   | 捨石                                    | 真冬にサンバ                     | 12cmCD                           | 59位                             |
| 61st                                     | 2007年10月24日                   | 捨石                                    | アヴェマリア                     | 12cmCD                           | 59位                             |
| 62nd                                     | 2008年5月21日                    | 我家                                    | 2020年の遺言                     | 12cmCD                           | 40位                             |
| 62nd                                     | 2008年5月21日                    | 我家                                    | 激情                             | 12cmCD                           | 40位                             |
| 62nd                                     | 2008年5月21日                    | 我家                                    | 夢中                             | 12cmCD                           | 40位                             |
| 63rd                                     | 2008年8月20日                    | 思ひ                                    | 君は花                           | 12cmCD                           | 29位                             |
| 64th                                     | 2009年5月20日                    | ひき潮                                  | 涙ポロリ                         | 12cmCD                           | 73位                             |
| 65th                                     | 2010年5月12日                    | 神よ                                    | 真夏の一日                       | 12cmCD                           | 39位                             |
| 66th                                     | 2010年5月12日                    | 慕う                                    | 負け犬                           | 12cmCD                           | 32位                             |
| 日本コロムビア                           |                                  |                                         |                                  |                                  |                                  |
| 67th                                     | 2010年10月27日                   | リスペクト 美空ひばり「津軽のふるさと」 | -                                | 12cmCD                           | 44位                             |
| 68th                                     | 2011年4月20日                    | 雨の日曜日                              | I LOVE YOU                       | 12cmCD                           | 37位                             |
| 69th                                     | 2011年10月5日                    | 愛の歌                                  | 白い雪は                         | 12cmCD                           | 45位                             |
| 70th                                     | 2012年10月17日                   | 伝言                                    | ふわり ふわり                    | 12cmCD                           | 33位                             |
| 71st                                     | 2013年4月17日                    | 夢破れて尚                              | 君は泣く                         | 12cmCD                           | 43位                             |
| 72nd                                     | 2013年11月6日                    | 最後の恋                                | 愛のさまよい                     | 12cmCD                           | 43位                             |
| 73rd                                     | 2014年4月16日                    | 歩き出してくれないか/生きて             | -                                | 12cmCD                           | 28位                             |
| 74th                                     | 2014年10月8日                    | あの日の僕等                            | 生活の中                         | 12cmCD                           | 31位                             |
| 75th                                     | 2015年4月22日                    | Look me                                 | 恋してた                         | 12cmCD                           | 47位                             |
| 76th                                     | 2015年10月14日                   | 真っ直ぐ                                | 冷たい雨                         | 12cmCD                           | 21位                             |
| 76th                                     | 2015年10月14日                   | 真っ直ぐ                                | 今日を迎える                     | 12cmCD                           | 21位                             |
| 77th                                     | 2017年4月12日                    | 空                                      | ALL RIGHT                        | 12cmCD                           | 30位                             |
| 78th                                     | 2017年10月18日                   | 初雪                                    | 原風景                           | 12cmCD                           | 21位                             |
| 79th                                     | 2018年10月17日                   | ことば                                  | 夜のしじまに                     | 12cmCD                           | 34位                             |
| 80th                                     | 2019年10月9日                    | かたすみで                              | お前が好きだ                     | 12cmCD                           | 30位                             |
| 81st                                     | 2020年4月8日                     | ヤーヤーヤーヤーヤー                    | 空と月                           | 12cmCD                           | 22位                             |
| 82nd                                     | 2021年10月27日                   | 敢然・漠然・茫然                        | 愛した日々                       | 12cmCD                           | 32位                             |
| 82nd                                     | 2021年10月27日                   | 敢然・漠然・茫然                        | 水虫クン                         | 12cmCD                           | 32位                             |
| 83rd                                     | 2023年4月19日                    | 慕情                                    | 自由主義                         | 12cmCD                           | 31位                             |
| 84th                                     | 2024年4月3日                     | 友よ                                    | 今日は終わらない                 | 12cmCD                           | 26位                             |
| 85th                                     | 2025年5月14日                    | 君の明日                                | 高齢者の唄                       | 12cmCD                           |                                  |

### アルバム

#### オリジナル・アルバム
| 枚                                       | 発売日                         | タイトル                                | 形態                           | オリコン 最高位                |                                |
| キャニオン・レコード / F-LABEL           | キャニオン・レコード / F-LABEL | キャニオン・レコード / F-LABEL          | キャニオン・レコード / F-LABEL | キャニオン・レコード / F-LABEL | キャニオン・レコード / F-LABEL |
| ---------------------------------------- | ------------------------------ | --------------------------------------- | ------------------------------ | ------------------------------ | ------------------------------ |
| 1st                                      | 1977年6月25日                  | 君のために作った歌                      | LP                             | 8位                            |                                |
| 1st                                      | 1977年6月25日                  | 君のために作った歌                      | CT                             | 8位                            |                                |
| 2nd                                      | 1978年1月25日                  | こんな夜は                              | LP                             | 16位                           |                                |
| 2nd                                      | 1978年1月25日                  | こんな夜は                              | CT                             | 16位                           |                                |
| 3rd                                      | 1978年10月21日                 | 歩き続ける時                            | LP                             | 1位                            |                                |
| 3rd                                      | 1978年10月21日                 | 歩き続ける時                            | CT                             | 1位                            |                                |
| キャニオン・レコード / F-LABEL, Panta    |                                |                                         |                                |                                |                                |
| 4th                                      | 1979年5月21日                  | 空を飛ぶ鳥のように 野を駈ける風のように | LP                             | 1位                            |                                |
| 4th                                      | 1979年5月21日                  | 空を飛ぶ鳥のように 野を駈ける風のように | CT                             | 1位                            |                                |
| NEWSレコード                             |                                |                                         |                                |                                |                                |
| 5th                                      | 1980年5月5日                   | 浪漫                                    | LP                             | 1位                            |                                |
| 5th                                      | 1980年5月5日                   | 浪漫                                    | CT                             | 1位                            |                                |
| 6th                                      | 1980年11月21日                 | 木枯しに抱かれて                        | LP                             | 1位                            |                                |
| 6th                                      | 1980年11月21日                 | 木枯しに抱かれて                        | CT                             | 1位                            |                                |
| 7th                                      | 1981年5月21日                  | 時代をこえて                            | LP                             | 2位                            |                                |
| 7th                                      | 1981年5月21日                  | 時代をこえて                            | CT                             | 2位                            |                                |
| 8th                                      | 1982年5月21日                  | 大いなる愛よ夢よ                        | LP                             | 2位                            |                                |
| 8th                                      | 1982年5月21日                  | 大いなる愛よ夢よ                        | CT                             | 2位                            |                                |
| 9th                                      | 1983年5月21日                  | 今、失われたものを求めて                | LP                             | 1位                            |                                |
| 9th                                      | 1983年5月21日                  | 今、失われたものを求めて                | CT                             | 1位                            |                                |
| 10th                                     | 1983年11月5日                  | 眠れない時代                            | LP                             | 1位                            |                                |
| 10th                                     | 1983年11月5日                  | 眠れない時代                            | CT                             | 1位                            |                                |
| 11th                                     | 1984年5月21日                  | 愛を贈る                                | LP                             | 4位                            |                                |
| 11th                                     | 1984年5月21日                  | 愛を贈る                                | CT                             | 4位                            |                                |
| ALFAレコード / NEWS                      |                                |                                         |                                |                                |                                |
| 12th                                     | 1985年7月10日                  | 明日のために                            | LP                             | 4位                            |                                |
| 12th                                     | 1985年7月10日                  | 明日のために                            | CT                             | 4位                            |                                |
| 13th                                     | 1985年11月28日                 | 風の歌がきこえる                        | LP                             | 15位                           |                                |
| 13th                                     | 1985年11月28日                 | 風の歌がきこえる                        | CT                             | 15位                           |                                |
| 14th                                     | 1986年5月10日                  | あなたが僕を捜す時                      | LP                             | 9位                            |                                |
| 14th                                     | 1986年5月10日                  | あなたが僕を捜す時                      | CT                             | 9位                            |                                |
| 14th                                     | 1986年5月10日                  | あなたが僕を捜す時                      | CD                             | 9位                            |                                |
| 15th                                     | 1987年5月10日                  | あなただけの季節                        | LP                             | 10位                           |                                |
| 15th                                     | 1987年5月10日                  | あなただけの季節                        | CT                             | 10位                           |                                |
| 15th                                     | 1987年5月10日                  | あなただけの季節                        | CD                             | 10位                           |                                |
| ALFAレコード                             |                                |                                         |                                |                                |                                |
| 16th                                     | 1988年5月25日                  | 自由の彼方へ                            | LP                             | 16位                           |                                |
| 16th                                     | 1988年5月25日                  | 自由の彼方へ                            | CT                             | 16位                           |                                |
| 16th                                     | 1988年5月25日                  | 自由の彼方へ                            | CD                             | 16位                           |                                |
| 17th                                     | 1988年11月28日                 | Message                                 | LP                             | 13位                           |                                |
| 17th                                     | 1988年11月28日                 | Message                                 | CT                             | 13位                           |                                |
| 17th                                     | 1988年11月28日                 | Message                                 | CD                             | 13位                           |                                |
| 18th                                     | 1989年4月25日                  | STANCE                                  | LP                             | 19位                           |                                |
| 18th                                     | 1989年4月25日                  | STANCE                                  | CT                             | 19位                           |                                |
| 18th                                     | 1989年4月25日                  | STANCE                                  | CD                             | 19位                           |                                |
| 19th                                     | 1989年11月28日                 | ISHI                                    | LP                             | 30位                           |                                |
| 19th                                     | 1989年11月28日                 | ISHI                                    | CT                             | 30位                           |                                |
| 19th                                     | 1989年11月28日                 | ISHI                                    | CD                             | 30位                           |                                |
| 20th                                     | 1990年11月10日                 | 男達の唄                                | CD                             | 17位                           |                                |
| 21st                                     | 1991年6月1日                   | 燃える涙                                | CD                             | 29位                           |                                |
| 22nd                                     | 1991年11月1日                  | 純                                      | CD                             | 19位                           |                                |
| 日本コロムビア                           |                                |                                         |                                |                                |                                |
| 23rd                                     | 1992年9月21日                  | 挫折                                    | CD                             | 25位                           |                                |
| 24th                                     | 1993年9月21日                  | 夏の終わりに                            | CD                             | 23位                           |                                |
| 25th                                     | 1994年11月21日                 | 24時間                                  | CD                             | 49位                           |                                |
| 26th                                     | 1995年11月1日                  | 勇気ありがとう                          | CD                             | 38位                           |                                |
| 27th                                     | 1996年6月21日                  | TOUR                                    | CD                             | 9位                            |                                |
| 28th                                     | 1997年8月30日                  | 叫び                                    | CD                             | 49位                           |                                |
| 29th                                     | 1998年10月1日                  | 笑っていたい                            | CD                             | 38位                           |                                |
| 30th                                     | 1999年7月31日                  | ガリレオ                                | CD                             | 64位                           |                                |
| 31st                                     | 2000年5月10日                  | La La La                                | CD                             | 15位                           |                                |
| 32nd                                     | 2002年5月18日                  | egoist:エゴイスト 自己中心主義者        | CD                             | 29位                           |                                |
| コロムビアミュージックエンタテインメント |                                |                                         |                                |                                |                                |
| 33rd                                     | 2003年11月5日                  | 風光る                                  | CD                             | 37位                           |                                |
| 34th                                     | 2004年11月17日                 | 冬がやってきた                          | CD                             | 29位                           |                                |
| 35th                                     | 2006年5月31日                  | 現実                                    | CD                             | 18位                           |                                |
| 36th                                     | 2009年5月20日                  | 偶然と必然                              | CD                             | 30位                           |                                |
| 37th                                     | 2010年5月12日                  | ずうっと一緒                            | CD                             | 12位                           |                                |
| 日本コロムビア                           |                                |                                         |                                |                                |                                |
| 38th                                     | 2013年11月6日                  | 生きている                              | CD                             | 21位                           |                                |
| 39th                                     | 2015年4月22日                  | 伝えなけりゃ                            | CD                             | 21位                           |                                |
| 40th                                     | 2017年10月18日                 | 愛が全て                                | CD                             | 19位                           |                                |

#### ベスト・アルバム
| 枚                                       | 発売日                                | タイトル                                                    | 形態                                  | オリコン 最高位                       |                                       |
| キャニオン・レコード / F-LABEL, Panta    | キャニオン・レコード / F-LABEL, Panta | キャニオン・レコード / F-LABEL, Panta                       | キャニオン・レコード / F-LABEL, Panta | キャニオン・レコード / F-LABEL, Panta | キャニオン・レコード / F-LABEL, Panta |
| ---------------------------------------- | ------------------------------------- | ----------------------------------------------------------- | ------------------------------------- | ------------------------------------- | ------------------------------------- |
| 1st                                      | 1979年11月21日                        | 起承転結                                                    | LP                                    | 1位                                   |                                       |
| 1st                                      | 1979年11月21日                        | 起承転結                                                    | CT                                    | 1位                                   |                                       |
| NEWSレコード                             |                                       |                                                             |                                       |                                       |                                       |
| 2nd                                      | 1981年11月21日                        | 起承転結 II                                                 | LP                                    | 1位                                   |                                       |
| 2nd                                      | 1981年11月21日                        | 起承転結 II                                                 | CT                                    | 1位                                   |                                       |
| 3rd                                      | 1984年11月21日                        | 起承転結 III                                                | LP                                    | 19位                                  |                                       |
| 3rd                                      | 1984年11月21日                        | 起承転結 III                                                | CT                                    | 19位                                  |                                       |
| 3rd                                      | 1984年11月21日                        | 起承転結 III                                                | CD                                    | 19位                                  |                                       |
| ALFAレコード / NEWSレコード              |                                       |                                                             |                                       |                                       |                                       |
| 4th                                      | 1986年1月25日                         | メモリアル・コレクション I                                  | CD                                    | -                                     |                                       |
| 5th                                      | 1986年10月25日                        | 旅立ち                                                      | LP                                    | 17位                                  |                                       |
| 5th                                      | 1986年10月25日                        | 旅立ち                                                      | CT                                    | 17位                                  |                                       |
| 5th                                      | 1986年10月25日                        | 旅立ち                                                      | CD                                    | 17位                                  |                                       |
| 6th                                      | 1987年10月25日                        | 起承転結 IV                                                 | LP                                    | 28位                                  |                                       |
| 6th                                      | 1987年10月25日                        | 起承転結 IV                                                 | CT                                    | 28位                                  |                                       |
| 6th                                      | 1987年10月25日                        | 起承転結 IV                                                 | CD                                    | 28位                                  |                                       |
| ALFAレコード                             |                                       |                                                             |                                       |                                       |                                       |
| 7th                                      | 1990年4月25日                         | 起承転結 V                                                  | LP                                    | 28位                                  |                                       |
| 7th                                      | 1990年4月25日                         | 起承転結 V                                                  | CT                                    | 28位                                  |                                       |
| 7th                                      | 1990年4月25日                         | 起承転結 V                                                  | CD                                    | 28位                                  |                                       |
| 8th                                      | 1992年6月21日                         | 物語/松山千春バラード・セレクション                         | CD                                    | 76位                                  |                                       |
| 日本コロムビア                           |                                       |                                                             |                                       |                                       |                                       |
| 9th                                      | 1994年4月21日                         | 起承転結 VI                                                 | CD                                    | -                                     |                                       |
| 10th                                     | 1996年4月20日                         | 風景                                                        | 2CD                                   | 8位                                   |                                       |
| 11th                                     | 1997年3月20日                         | 起承転結 VII                                                | CD                                    | 39位                                  |                                       |
| 12th                                     | 1999年4月21日                         | 起承転結8                                                   | CD                                    | 73位                                  |                                       |
| 13th                                     | 2001年3月31日                         | 季節の旅人〜春・夏・秋・冬〜                                | 4CD                                   | 23位                                  |                                       |
| コロムビアミュージックエンタテインメント |                                       |                                                             |                                       |                                       |                                       |
| 14th                                     | 2002年10月23日                        | 起承転結9                                                   | CD                                    | 57位                                  |                                       |
| 15th                                     | 2005年5月18日                         | 起承転結10                                                  | CD                                    | 49位                                  |                                       |
| 16th                                     | 2008年5月21日                         | 起承転結11                                                  | CD                                    | 56位                                  |                                       |
| 17th                                     | 2008年10月1日                         | プレミアムアルバム 旅立ち〜足寄より〜                       | 2CD                                   | 49位                                  |                                       |
| 18th                                     | 2008年10月1日                         | 天才 松山千春のラブバラード                                 | CD                                    | 50位                                  |                                       |
| 日本コロムビア                           |                                       |                                                             |                                       |                                       |                                       |
| 19th                                     | 2010年10月1日                         | 起承転結12                                                  | CD                                    | 47位                                  |                                       |
| 20th                                     | 2012年1月25日                         | 35th Anniversary 松山千春の世界 Chiharu Matsuyama Selection | 4CD+カレンダー（初回限定盤）          | 16位                                  |                                       |
| 20th                                     | 2012年1月25日                         | 35th Anniversary 松山千春の世界 Chiharu Matsuyama Selection | 4CD（通常盤）                         |                                       |                                       |
| 21st                                     | 2014年4月16日                         | 起承転結13                                                  | CD                                    | 24位                                  |                                       |
| 22nd                                     | 2016年4月13日                         | 松山千春の系譜                                              | 4CD+DVD（初回限定盤）                 | 14位                                  |                                       |
| 22nd                                     | 2016年4月13日                         | 松山千春の系譜                                              | 4CD（通常盤）                         | 14位                                  |                                       |
| 23rd                                     | 2018年10月17日                        | 起承転結14                                                  | CD                                    | 40位                                  |                                       |
| 24th                                     | 2024年10月9日                         | 起承転結15                                                  | CD                                    |                                       |                                       |

#### 企画ベスト・アルバム
| 発売日                         | タイトル                                              | 形態                           | オリコン 最高位                |                                |
| キャニオン・レコード / F-LABEL | キャニオン・レコード / F-LABEL                        | キャニオン・レコード / F-LABEL | キャニオン・レコード / F-LABEL | キャニオン・レコード / F-LABEL |
| ------------------------------ | ----------------------------------------------------- | ------------------------------ | ------------------------------ | ------------------------------ |
| 1984年2月10日                  | THE BEST OF 松山千春                                  | LP                             | -                              |                                |
| キャニオン・レコード           |                                                       |                                |                                |                                |
| 1985年9月21日                  | THE BEST                                              | CD                             | -                              |                                |
| 1987年10月21日                 | 松山千春 BEST                                         | CD                             | -                              |                                |
| ポニー                         |                                                       |                                |                                |                                |
| 1986年10月21日                 | SUPER BEST                                            | CD                             | -                              |                                |
| 1986年12月15日                 | NON-STOP 松山千春                                     | CD                             | -                              |                                |
| ポニーキャニオン               |                                                       |                                |                                |                                |
| 1989年1月21日                  | 想い BEST HITS16                                      | CD                             | -                              |                                |
| 1989年11月21日                 | 松山千春 BEST COLLECTION16                            | CD                             | -                              |                                |
| 1990年11月21日                 | ベストコレクション                                    | CD                             | -                              |                                |
| 1991年11月21日                 | ベスト                                                | CD                             | -                              |                                |
| 1992年11月20日                 | ソングライター・ルネッサンス                          | CD                             | -                              |                                |
| 1993年11月19日                 | 松山千春ベストセレクション 〜季節の中で〜             | CD                             | -                              |                                |
| 1993年11月19日                 | ANTHOLOGY 〜季節の中で〜                              | CD                             | -                              |                                |
| 1994年9月21日                  | スーパーベスト 松山千春                               | CD                             | -                              |                                |
| 1996年4月19日                  | BEST HITS 14                                          | CD                             | 31位                           |                                |
| 1996年8月21日                  | 大源流 〜The Early Hit Songs〜                        | CD                             | -                              |                                |
| 1996年8月21日                  | ANTHOLOGY 〜SINGLE COLLECTION〜                       | CD                             | -                              |                                |
| 1997年12月17日                 | Greatest Hits                                         | CD                             | -                              |                                |
| 1999年3月17日                  | オリジナルセレクション「風の詩」                      | CD                             | -                              |                                |
| 2002年4月17日                  | 松山千春 BEST                                         | CD                             | -                              |                                |
| 2003年3月19日                  | ベスト32                                              | CD                             | -                              |                                |
| 2004年4月21日                  | シングルAB面コレクション                              | CD                             | -                              |                                |
| 2005年10月19日                 | 松山千春 スーパー・ベスト・コレクション               | CD                             | 84位                           |                                |
| 2007年6月19日                  | 松山千春 ベストヒット                                 | CD                             | -                              |                                |
| 2008年2月20日                  | ベスト・コレクション32                                | CD                             | 223位                          |                                |
| 2008年7月16日                  | 松山千春 ベスト・コレクション                         | CD                             | -                              |                                |
| 2009年9月16日                  | Super Best 34                                         | CD                             | -                              |                                |
| 2010年9月15日                  | シングルAB面コレクション カラオケ付ベスト             | CD                             | -                              |                                |
| 2011年2月16日                  | 松山千春 ゴールデン☆ベスト                            | CD                             | -                              |                                |
| 2012年3月21日                  | 松山千春ベスト35                                      | CD                             | -                              |                                |
| 2013年5月15日                  | ザ・プレミアムベスト 松山千春                         | CD                             | -                              |                                |
| 2015年6月17日                  | プラチナムベスト 松山千春                             | UHQCD                          | 77位                           |                                |
| 日本コロムビア                 |                                                       |                                |                                |                                |
| 2018年7月13日                  | 松山千春ベストコレクション 〜THE LATEST COLLECTIONS〜 | 音楽配信                       | -                              |                                |

#### インストゥルメンタル・アルバム
| 枚           | 発売日        | タイトル              | 形態         | オリコン 最高位 |              |
| NEWSレコード | NEWSレコード  | NEWSレコード          | NEWSレコード | NEWSレコード    | NEWSレコード |
| ------------ | ------------- | --------------------- | ------------ | --------------- | ------------ |
| 1st          | 1982年2月25日 | 私からの手紙 -MY LIFE | LP           | 1位             |              |

#### カバー・アルバム
| 枚                                       | 発売日                                   | タイトル                                 | 形態                                     | オリコン 最高位                          |                                          |
| コロムビアミュージックエンタテインメント | コロムビアミュージックエンタテインメント | コロムビアミュージックエンタテインメント | コロムビアミュージックエンタテインメント | コロムビアミュージックエンタテインメント | コロムビアミュージックエンタテインメント |
| ---------------------------------------- | ---------------------------------------- | ---------------------------------------- | ---------------------------------------- | ---------------------------------------- | ---------------------------------------- |
| 1st                                      | 2006年5月31日                            | 再生                                     | CD                                       | 12位                                     |                                          |
| 日本コロムビア                           |                                          |                                          |                                          |                                          |                                          |
| 2nd                                      | 2018年4月25日                            | 北のうたたち                             | CD                                       | 36位                                     |                                          |

#### 企画アルバム
| 枚  | 発売日         | タイトル                       | 形態 | 発売元           | オリコン 最高位 |
| --- | -------------- | ------------------------------ | ---- | ---------------- | --------------- |
| 1st | 1983年12月21日 | 出逢い-ルフェーブル meets 千春 | LP   | ロンドンレコード | -               |
| 1st | 1983年12月21日 | 出逢い-ルフェーブル meets 千春 | CD   | ロンドンレコード | -               |
| 1st | 1983年12月21日 | 出逢い-ルフェーブル meets 千春 | CT   | NEWSレコード     | -               |

#### ライブ・アルバム
| 枚                                       | 発売日         | タイトル                                                                    | 形態         | オリコン 最高位 |              |
| NEWSレコード                             | NEWSレコード   | NEWSレコード                                                                | NEWSレコード | NEWSレコード    | NEWSレコード |
| ---------------------------------------- | -------------- | --------------------------------------------------------------------------- | ------------ | --------------- | ------------ |
| 1st                                      | 1982年11月21日 | STAGE 7-24-1982 MAKOMANAI SAPPORO                                           | LP           | 1位             |              |
| コロムビアミュージックエンタテインメント |                |                                                                             |              |                 |              |
| 2nd                                      | 2009年10月21日 | 松山千春 LIVE 「風をうけて」〜1980.9 東京・NHKホール〜                      | CD           | -               |              |
| 3rd                                      | 2009年10月21日 | 松山千春 LIVE 「時代をこえて」〜1981.6 東京・日比谷野外音楽堂〜             | CD           | -               |              |
| 4th                                      | 2009年10月21日 | 松山千春 LIVE 「大いなる愛よ夢よ」〜1982.7 札幌・真駒内屋外競技場〜         | CD           | -               |              |
| 5th                                      | 2009年10月21日 | 松山千春 LIVE 「俺の人生'97」〜1997.8 札幌・芸術の森野外ステージ〜          | CD           | -               |              |
| 6th                                      | 2009年10月21日 | 松山千春 LIVE 「もうひとりのガリレオ」〜1999.8 東京・恵比寿ガーデンホール〜 | CD           | -               |              |
| 日本コロムビア                           |                |                                                                             |              |                 |              |
| 7th                                      | 2021年1月25日  | 弾き語りライブ                                                              | CD           | 42位            |              |

#### CD BOX
| 発売日                                   | タイトル                                       | 形態                                     | オリコン 最高位                          |                                          |                                          |
| コロムビアミュージックエンタテインメント | コロムビアミュージックエンタテインメント       | コロムビアミュージックエンタテインメント | コロムビアミュージックエンタテインメント | コロムビアミュージックエンタテインメント | コロムビアミュージックエンタテインメント |
| ---------------------------------------- | ---------------------------------------------- | ---------------------------------------- | ---------------------------------------- | ---------------------------------------- | ---------------------------------------- |
| 2001年8月22日                            | CHIHARU MATSUYAMA LIVE BOX 1980-1999“O・I・RA” | CD                                       | 33位                                     |                                          |                                          |
| 日本コロムビア                           |                                                |                                          |                                          |                                          |                                          |
| 2020年3月25日                            | 松山千春コレクション「思い出」                 | CD                                       | 37位                                     |                                          |                                          |
| ポニーキャニオン                         |                                                |                                          |                                          |                                          |                                          |
| 2020年5月18日                            | 松山千春 1977〜1979 ORIGINAL ALBUM BOX         | CD                                       |                                          |                                          |                                          |

#### 映像作品
| 枚   | 発売日         | タイトル                                                             | 形態      | 発売元                                   |
| ---- | -------------- | -------------------------------------------------------------------- | --------- | ---------------------------------------- |
| 1st  | 1986年11月28日 | 松山千春 10th MEMORIAL VIDEO「旅立ち」                               | VHS       | ALFAレコード                             |
| 2nd  | 1988年11月25日 | STAGE 7-24-1982 MAKOMANAI SAPPORO                                    | VHS       | （有）ディスク                           |
| 2nd  | 1988年11月25日 | STAGE 7-24-1982 MAKOMANAI SAPPORO                                    | βマックス | （有）ディスク                           |
| 3rd  | 1988年11月25日 | 起承転結                                                             | LD        | パイオニアLDC                            |
| 4th  | 1990年9月10日  | CHIHARU.M Visual Message 昨日・今日・明日                            | VHS       | ALFAレコード                             |
| 4th  | 1990年9月10日  | CHIHARU.M Visual Message 昨日・今日・明日                            | LD        | ALFAレコード                             |
| 5th  | 1994年10月21日 | LIVE MESSAGE 俺の人生                                                | VHS       | 日本コロムビア                           |
| 6th  | 1995年11月1日  | 松山千春 VIDEO COLLECTION Vol.1 STAGE                                | VHS       | 日本コロムビア                           |
| 7th  | 1995年11月1日  | 松山千春 VIDEO COLLECTION Vol.2 旅立ち                               | VHS       | 日本コロムビア                           |
| 8th  | 1998年1月25日  | 1/21 MATSUYAMA CHIHARU COLLECTION 1997                               | VHS       | 日本コロムビア                           |
| 9th  | 1998年1月25日  | MATSUYAMA CHIHARU COLLECTION 1999 もうひとりのガリレオ               | VHS       | 日本コロムビア                           |
| 10th | 2000年8月19日  | 松山千春1998横浜アリーナ                                             | VHS       | 日本コロムビア                           |
| 11th | 2006年1月24日  | 松山千春デビュー30周年記念コンサート2006「再生」                     | DVD       | コロムビアミュージックエンタテインメント |
| 12th | 2007年4月25日  | 松山千春 ビデオクリップ集                                            | DVD       | コロムビアミュージックエンタテインメント |
| 13th | 2010年10月1日  | 東京厚生年金会館ファイナル ファイナリスト 松山千春                   | DVD       | 日本コロムビア                           |
| 14th | 2013年1月25日  | デビュー35周年記念 松山千春 Summer Live In 十勝                      | DVD       | 日本コロムビア                           |
| 14th | 2013年1月25日  | デビュー35周年記念 松山千春 Summer Live In 十勝                      | Blu-ray   | 日本コロムビア                           |
| 15th | 2016年12月16日 | 松山千春 40周年記念弾き語りライブ 日本武道館 2016.8.8                | DVD       | 日本コロムビア                           |
| 15th | 2016年12月16日 | 松山千春 40周年記念弾き語りライブ 日本武道館 2016.8.8                | Blu-ray   | 日本コロムビア                           |
| 16th | 2018年1月25日  | 松山千春コンサート・ツアー2018「弾き語り」2018.6.27 ニトリ文化ホール | DVD       | 日本コロムビア                           |
| 16th | 2018年1月25日  | 松山千春コンサート・ツアー2018「弾き語り」2018.6.27 ニトリ文化ホール | Blu-ray   | 日本コロムビア                           |

### タイアップ一覧
| 楽曲                 | タイアップ | 収録作品                                            |
| -------------------- | --- | --------------------------------------------------- |
| 大空と大地の中で     | 「ミルクランド北海道」キャンペーンソング                                                                               | アルバム『君のために作った歌』                      |
| 大空と大地の中で     | 雪印乳業「ウィンターギフト」CMソング                                                                                   | アルバム『君のために作った歌』                      |
| 大空と大地の中で     | 新党大地イメージソング                                                                                                 | アルバム『君のために作った歌』                      |
| 大空と大地の中で     | フジテレビ系ドラマ『みにくいアヒルの子』挿入歌                                                                         | アルバム『君のために作った歌』                      |
| 大空と大地の中で     | セイコーマート「セイコーマートの牛乳」CMソング                                                                         | アルバム『君のために作った歌』                      |
| 大空と大地の中で     | IHI「大空と大地の中で 時代の声に応え続ける技術篇」CMソング                                                             | アルバム『君のために作った歌』                      |
| 足寄より             | TBS系ドラマチック22『改札口・'90北海道秋物語 -帰省編』主題歌・挿入歌                                                   | アルバム『君のために作った歌』                      |
| 季節の中で           | グリコ「アーモンドチョコレート」CMソング                                                                               | シングル「季節の中で」                              |
| 季節の中で           | JRグループ「ナイスミディパス」CMソング                                                                                 | シングル「季節の中で」                              |
| 季節の中で           | JR東日本「東京NEXT」CMソング                                                                                           | シングル「季節の中で」                              |
| 季節の中で           | TBS系ドラマチック22『改札口・'90北海道秋物語 -帰省編』主題歌                                                           | シングル「季節の中で」                              |
| 雪化粧               | コロナ暖房機器「SPACE21シリーズ」CMソング                                                                              | アルバム『歩き続ける時』                            |
| 生きがい             | 日本航空「秋の北海道キャンペーン」CMソング                                                                             | アルバム『空を飛ぶ鳥のように 野を駈ける風のように』 |
| 夜明け               | NHK銀河テレビ小説「家族日記」主題歌                                                                                    | シングル「季節の中で」                              |
| 夜明け               | NHK銀河テレビ小説「海を渡って」主題歌                                                                                  | シングル「季節の中で」                              |
| 残照                 | TBS系ドラマ『三男三女婿一匹』主題歌                                                                                    | アルバム『浪漫』                                    |
| 残照                 | フジテレビ系ドラマ『北の国から』挿入歌                                                                                 | アルバム『浪漫』                                    |
| 風の詩               | 日本コカ・コーラ「ファンタ」CMソング                                                                                   | アルバム『浪漫』                                    |
| インストゥルメンタル | ミズノ・スポーツ「ラッセル」CMソング                                                                                   | 未音源化                                            |
| 時代をこえて         | '82北海道博覧会 CMソング                                                                                               | アルバム『時代をこえて』                            |
| 夏                   | コカ・コーラ「ファンタ」CMソング                                                                                       | アルバム『時代をこえて』                            |
| 大いなる愛よ夢よ     | ホクレン農業協同組合連合会企業イメージ広告                                                                             | アルバム『大いなる愛よ夢よ』                        |
| 大いなる愛よ夢よ     | ばんえい競馬CMソング                                                                                                   | アルバム『大いなる愛よ夢よ』                        |
| 大いなる愛よ夢よ     | 札幌テレビドキュメンタリー番組「彼方にはフロンティア」テーマ曲                                                         | アルバム『大いなる愛よ夢よ』                        |
| Sing a Song          | 日本コカ・コーラ「コカ・コーラ」CMソング                                                                               | シングル「Sing a Song」                             |
| Only You             | TBS系ドラマ『看護婦日記 パートI』主題歌                                                                                | アルバム『今、失われたものを求めて』                |
| 流れ星               | TBS系ドラマ『胸さわぐ苺たち』主題歌                                                                                    | シングル「流れ星」                                  |
| 眠れない時代         | テレビ朝日系『稲尾Q談』テーマ曲                                                                                        | アルバム『眠れない時代』                            |
| On the Radio         | NACK5『松山千春のON THE RADIO』テーマソング                                                                            | シングル「On the Radio」                            |
| 男と女               | テレビ朝日系ドラマ『私鉄沿線97分署』オープニングテーマ                                                                 | シングル「男と女」                                  |
| 粉雪                 | テレビ朝日系ドラマ『私鉄沿線97分署』エンディングテーマ                                                                 | シングル「男と女」                                  |
| あなただけの季節     | 野村證券「野村のエース」CMソング                                                                                       | シングル「七つちがい」                              |
| 春夏秋冬             | サッポロビール「サッポロクラシック」CMソング                                                                           | シングル「春夏秋冬」                                |
| 幸せ                 | アサヒ緑健「緑効青汁」CMソング                                                                                         | シングル「いつのまにか」                            |
| 愛のぬくもり         | 明治乳業「明治ラブ・エース」CMソング                                                                                   | シングル「愛のぬくもり」                            |
| 流浪                 | TBS系ドラマチック22『改札口・'90北海道秋物語 -帰省編』主題歌・挿入歌                                                   | アルバム『Message』                                 |
| 抱きしめたい         | TBS系『世界・ふしぎ発見!』エンディングテーマ                                                                           | シングル「抱きしめたい」                            |
| 燃える涙             | 関西テレビ制作・フジテレビ系ドラマ『千代の富士物語』主題歌                                                             | アルバム『燃える涙』                                |
| 燃える涙             | 関西テレビ制作・フジテレビ系ドラマ『千代の富士物語II』主題歌                                                           | アルバム『燃える涙』                                |
| 燃える涙             | 新成トラスト「ゆとりing。・スワンズマンション」CMソング                                                                | アルバム『燃える涙』                                |
| 純 -愛する者たちへ-  | 東映映画『極道戦争 武闘派』主題歌                                                                                      | シングル「純 -愛する者たちへ-」                     |
| INTENTIONAL          | 味の素「ほんだし」CMソング                                                                                             | シングル「INTENTIONAL」                             |
| 夕暮れ時の町         | 味の素「ほんだし」CMソング                                                                                             | アルバム『挫折』                                    |
| 生命                 | 住友生命「愛&愛」CMソング                                                                                              | シングル「生命」                                    |
| 生命                 | さくら不動産 CMソング                                                                                                  | シングル「生命」                                    |
| 生命                 | 映画『室井慎次 生き続ける者』主題歌                                                                                    | シングル「生命」                                    |
| 君を忘れない         | フジテレビ系ドラマ「みにくいアヒルの子」主題歌                                                                         | シングル「君を忘れない」                            |
| 君を忘れない         | アサヒ緑健「緑効青汁」CMソング                                                                                         | シングル「君を忘れない」                            |
| ねえ君               | JR北海道「ダイヤ改正・スーパーおおぞら」CMソング                                                                       | アルバム『TOUR』                                    |
| あなたのために       | コロナ暖房機器「床暖パルスシリーズ」CMソング                                                                           | シングル「あなたのために」                          |
| さよなら             | テレビ朝日系ドラマ『新選組血風録』主題歌                                                                               | シングル「翼を持たない天使」                        |
| ため息をつかせてよ   | 映画『ジャイブ 海風に吹かれて』エンディングテーマ                                                                      | シングル「僕なら」                                  |
| 君に                 | フジテレビ系ヒューマン・ドラマスペシャル『最後のストライク〜炎のストッパー津田恒美・愛と死を見つめた直球人生〜』主題歌 | シングル「君に」                                    |
| 新たなる旅立ち       | 北海道文化放送『のりゆきのトークDE北海道』テーマ曲                                                                     | シングル「新たなる旅立ち」                          |
| です。               | ハウス食品「北海道シチュー」CMソング                                                                                   | シングル「宇宙のはるか」                            |
| です。               | ハウス食品「北海道グラタン」CMソング                                                                                   | シングル「宇宙のはるか」                            |
| 一輪の花             | テレビ朝日系月曜時代劇『銭形平次』主題歌                                                                               | シングル「一輪の花」                                |
| 北風の子守唄         | 北海道文化放送『のりゆきのトークDE北海道』テーマ曲                                                                     | シングル「北風の子守唄」                            |
| 祈り                 | 朝日放送『ホップ!ステップ!シャンプー!』エンディングテーマ                                                              | シングル「祈り」                                    |
| オロオロ             | 札幌テレビ放送ドキュメンタリー番組「神々の住む森」テーマ曲                                                             | アルバム『現実』                                    |
| 申し訳ない           | テレビ朝日系火曜時代劇『太閤記〜天下を獲った男・秀吉』主題歌                                                           | アルバム『現実』                                    |
| 青空                 | アサヒ緑健「緑効青汁」CMソング                                                                                         | シングル「自壊」                                    |
| 我家                 | 映画『旅立ち〜足寄より〜』主題歌                                                                                       | シングル「我家」                                    |
| 思ひ                 | 日本テレビ系開局55年記念特別ドラマ『霧の火 樺太・真岡郵便局に散った九人の乙女たち』主題歌                              | シングル「思ひ」                                    |
| 自分なりに           | ニッポン放送『ショウアップナイター』エンディングテーマ                                                                 | アルバム『偶然と必然』                              |
| 生きております       | アサヒ緑健「緑効青汁」CMソング                                                                                         | アルバム『偶然と必然』                              |
| 小さな幸せ           | 日本セレモニー『典礼会館』CMソング                                                                                     | アルバム『ずうっと一緒』                            |
| 慕う                 | テレビ東京系『開運!なんでも鑑定団』エンディングテーマ                                                                  | シングル「慕う」                                    |
| 愛の歌               | 北海道文化放送『のりゆきのトークDE北海道』エンディングテーマ                                                           | シングル「愛の歌」                                  |
| 歩き出してくれないか | ニッポン放送『THEラジオパーク in 日比谷』イメージソング                                                                | シングル「歩き出してくれないか/生きて」             |
| かたすみで           | テレビ東京系『開運!なんでも鑑定団』エンディングテーマ                                                                  | シングル「かたすみで」                              |

### 参考補足
未音源化発表曲
- 襟裳の海(1976)
- 君と僕とのレッセッセ (1977)
- スターになれない (1977)
- しあわせ(1977)
- もう一度(1977)
- 愛のうた(1977)
- 白い雪(1977)
- 離さない(1977)
- 恋(北風の中）(1977)
- 街に灯りともる頃 (1977)
- センチメンタルに (1977)
- にわか雨 (1977)
- 青春の坂道 (1977)
- 強くなりたい (1977)
- ぶらぶら (1977)
- 北風うけて (1978)
- オホーツク（旧）(1979)
- 春になれば (1979)
- 忘れてしまおう (1979)
- 君だけを (1979)
- 四季 (1979)
- おいら (1981)
- 君がいる僕がいる (1981)
- あんた (1982)
- 道（旧）(1984)
- 父へ (1986)
- 夜汽車に揺られて (1988)
- Good Night (1989)
- 時間(とき)は今 ～Lovely Town～ (1989)[注 5]
- 南風 (1990)
- 煙草 (1993)
- なぜなんだ (2003)
- はまなすの花 (不明)
- もっとゆっくり (不明)
- 君は西に僕は東に (不明)
- 讃歌 (不明)
- 二人だけのダンスパーティ (不明)
- 僕の胸で眠りつけたら (不明)
- 僕の恋人 (不明)
- この星の終わりには (不明)
- この命の限り (不明)
- さよなら (不明)
- すすきのの街 (不明)
- 今日をこえて (不明)
- 心 (不明)
- 青春 (不明)
- 奪われてゆく (不明)
- 灯りを消して (不明)
- 別れ話 (不明)
- 歩いていかなけりゃ (不明)

## 著書
- 『足寄より』小学館、1979年4月5日。
  - 『足寄より』〈集英社文庫〉、集英社、1983年8月25日。
  - 足寄より復刻版（2003年3月、アミューズブックス）
  - 『足寄より デビュー30周年記念特別復刻版』扶桑社、2006年5月。
- 松山千春写真集「激流」（1979年11月、小学館）
- 『君のために作った歌』〈新潮文庫〉、新潮社、1984年5月25日。
- 『らいぶ』（1996年6月、学習研究社）
- 『天下無敵：松山千春の人生相談』1・2（1997年11月・1999年5月、集英社）
- 月刊松山『SAGA』アミューズブックス、2001-03

再編集文庫版「春・人間論」「夏・人物論」「秋・対談集」「冬・社会論」（2005年1月、扶桑社）
共著
- 『CDブック愛の哲学 松山千春デビュー40周年記念スペシャル』佐藤優共著、アスコム 2016

## コラム連載・月刊誌
- 天才松山千春 とにかく言わせろ（2008年1月5日 - 2月26日、全32回。東京スポーツ）
- 月刊松山「SAGA」サーガ（2001年1月 - 2004年9月、全19冊、TOKYO FM出版 → アミューズブックス）
- 松山千春責任編集月刊松山「捨石」（2007年8月 - 2009年6月まで9冊、以降休刊中、アスコム ）

## ラジオ番組
レギュラー番組のみ記載、単発番組は除く
| 番組名                                                       | キーステーション | 期間                   | 備考             |
| ------------------------------------------------------------ | ---------------- | ---------------------- | ---------------- |
| サンデージャンボスペシャル「千春のひとりうた」（コーナー枠） | STVラジオ        | 1976年4月 - 1977年10月 |                  |
| アタックヤング月曜深夜                                       | STVラジオ        | 1977年4月 - 1978年3月  |                  |
| オールナイトニッポン水曜二部                                 | ニッポン放送     | 1977年10月 - 1978年3月 |                  |
| オールナイトニッポン月曜一部                                 | ニッポン放送     | 1978年4月 - 1979年3月  |                  |
| アタックヤング水曜深夜                                       | STVラジオ        | 1978年4月 - 1979年4月  |                  |
| 松山千春 ひとつぶの青春                                      | FM東京           | 1978年10月 - 1979年9月 | 松崎しげるの後任 |
| 松山千春の今夜はきめよう!                                    | STVラジオ        | 1979年4月 - 1980年10月 |                  |
| オールナイトニッポン火曜一部                                 | ニッポン放送     | 1980年4月 - 1981年3月  |                  |
| 松山千春の今夜はきめよう! partII                             | STVラジオ        | 1981年4月 - 1982年4月  |                  |
| 松山千春のワンダーランド 朝から最高                          | ニッポン放送     | 1982年4月 - 1983年4月  |                  |
| 松山千春のポテトタイム                                       | STVラジオ        | 1982年4月 - 1983年4月  |                  |
| 松山千春のMY LIFE & MY TALK                                  | STVラジオ        | 1983年4月 - 1986年4月  |                  |
| 松山千春 スターダストタイム                                  | STVラジオ        | 1986年4月 - 1987年4月  |                  |
| 松山千春 風にのせて                                          | STVラジオ        | 1987年4月 - 2001年4月  |                  |
| 松山千春・おまたせ! 10分                                     | 文化放送         | 1996年4月 - 1996年9月  |                  |
| 松山千春のオールナイトニッポンDX                             | ニッポン放送     | 1997年10月 - 1998年3月 |                  |
| 松山千春 君に勇気ありがとう                                  | ニッポン放送     | 1998年4月 - 1998年9月  |                  |
| 松山千春のスーパーミュージック・スタジアム                   | ニッポン放送     | 2000年10月 - 2001年3月 |                  |
| 松山千春 季節の旅人                                          | STVラジオ        | 2001年4月 - 2007年2月  |                  |
| 松山千春 新たなる旅立ち〜21世紀の君に勇気ありがとう〜        | ニッポン放送     | 2001年10月 - 2002年3月 |                  |
| 松山千春のON THE RADIO                                       | FM NACK5         | 2007年7月 - 現在       |                  |

## テレビ番組
レギュラー番組のみ記載、単発番組は除く

### バラエティ
| 番組名              | キーステーション | 期間                   |
| ------------------- | ---------------- | ---------------------- |
| ハロー!ミッドナイト | TBSテレビ        | 1984年10月 - 1985年3月 |

### ドラマ
- 『新選組血風録』（1998年）- 芹沢鴨 役

## 出演映画
- 極道戦争 武闘派（1991年、東映）- 笠井組組員 大東勝司 役

映画初出演。第15回日本アカデミー賞優秀助演男優賞・新人俳優賞受賞。中井貴一との共演。

## コマーシャル
松山本人が出演している物
- ミズノ「ラッセルスポーツウェア―」（インストゥルメンタルのCMソング作曲）
- 日本コカ・コーラ「俺はコークだ。」（CMソング・Sing a Song）

## 自伝映画「旅立ち〜足寄より〜」
2008年11月22日より北海道にて先行上映され、以降全国へ公開された。配給はプラスミック・シーエフピー。主題歌は松山千春の「我家」。監督は今井和久、脚本は鴨義信、主演は大東俊介(現・大東駿介)。

## 主な交友関係・関連人物（50音順）
明石康 - 元国連事務次長
自民党推薦、連立政権を組む小沢自由党都連、半年後に連立入りする公明党都本部推薦で1999年東京都知事選挙に出馬の際、応援。鈴木宗男離党前は自民党の積極的な支持者だった。
荒井正吾 - 奈良県知事
共通の知人を介して約10年前からの知り合い。奈良県庁を表敬訪問した際、「関西広域連合について、橋下徹知事のペースではいいことはない!」と発言した（当時奈良県は広域連合に未加入、後年の2015年に広域連合に部分的に加入し、知事が山下真に交代した後の2023年に広域連合に全面加入）。
猪谷千春 - 1956年コルチナ・ダンペッツオオリンピックの銀メダリスト。元IOC副会長
父親が、松山に千春と名づけるきっかけとなった人物。松山が誕生した頃に、猪谷がオリンピックを目指して活躍していたことから、千春と名づけられたらしいと松山が語っている。
稲尾和久 ‐ 元プロ野球投手・監督・野球評論家
稲尾が中日ドラゴンズで投手コーチを務めていたころ、東海ラジオ放送の社長の紹介で知り合う。
松山が稲尾に中川一郎代議士を紹介したことにより、当時九州でのプロ野球新球団設立を進めていた稲尾の活動に連動する形で、中川代議士が北海道でのプロ野球新球団設立に動いたこともあった。（一連の動きは中川代議士の自殺により頓挫する）
上木政章 - 福岡市・ウエキフーズ代表取締役社長
アサヒ緑健の古賀社長とともにゴルフのメンツであり、福岡へ来訪した際に時折世話をしているためか松山のラジオで名前が出る。
おすぎ - タレント・映画評論家
デビューし上京時、同じマンションに住んでいたことなどをきっかけに親交が深まる。札幌のSTVラジオで、松山のデビュー当時からレギュラーを持っており、デビュー前後の経緯にも詳しい。
また、シングル「長い夜」とアルバム「時代をこえて」のジャケットの写真をプロデュース。その時の絵が、足寄の実家の車庫の上に掲げてある。松山の実家でコロッケを揚げて待っていたなど、現在もラジオなどでエピソードを語ることが多く、若い頃の松山に恋心を抱いていたことを告白している。
小野伸二 - サッカー選手・一時北海道コンサドーレ札幌在籍
小野が松山のコンサートに行って感銘したためにスキンヘッドにしたのは有名。松山は「俺も、伸二がやっちゃったときにはびっくりしたよ。」と語った。
柏原芳恵 - 歌手・女優
1983年9月に「タイニー・メモリー」（後にセルフカバー）を書き下ろしで提供した。なお松山が女性歌手へ曲を書き下ろしたのは、1977年8月のピコ「あなたと私のレッセッセ」、1980年2月の伊東ゆかり「もう1度」以来である。1983年11月23日に発売されたアルバム『TINY MEMORY』で、柏原は全10曲松山の唄をカバーしている。
桂竹丸 - 落語家・ラジオパーソナリティー
STVラジオで同じ時期にパーソナリティーとして活動し始めた時に出会う。北海道でのデビュー当時をよく知っており、立場や世界は違えど本音で明け透け語り合える間柄。活動の基盤を故郷の鹿児島に戻してから、地元局MBCラジオでも放送している『松山千春のON THE RADIO』をMBCでネットする手助けを竹丸がしたらしい（松山が当番組内で発言）。当番組でも時折名前が出る。
喜瀬浩 - 元札幌テレビ放送アナウンサー・フリー
同時代にSTVラジオの人気深夜番組『アタックヤング』などのパーソナリティーで活躍した元札幌テレビ (STV) アナウンサー（2007年定年退職）。1975年にSTVで、松山が出場した「全国フォーク音楽祭北海道大会」の司会を担当しており、松山のデビューに至る経緯を目の当たりにしている。ゆえに、この業界で厳しい上下関係を抜きにして、公の場で「千春君!」と呼べる数少ないアナウンサー。
北の富士勝昭（のち12代九重親方→NHK大相撲専属解説者）- 元大相撲力士、第52代横綱
同じ北海道（出生は網走郡美幌町、旭川市）出身で、親方として弟弟子だった千代の富士・北勝海と二人の横綱を育成した。2024年11月に北の富士が82歳での訃報に、松山はラジオ番組内で「現役時代はテレビなんかで『頑張れ』みたいな感じで応援したよ。九重親方に成って色々と自分も付合い始めてから、訳有って北の富士は俺を『ちぃ』と呼び、俺は北の富士を『かつあき』って言ってたんだ』と、仲の良い間柄だった事を明かす。また1992年に北の富士が陣幕、千代の富士は13代九重と年寄名跡を交換の際、松山が「勝昭、お前は八角親方としてやれば？」と提案すると、13歳年上の北の富士は「バカ! 九から八に落ちるなんて有り得ないぞ。俺はその一個が許せないんだ」と猛反論された逸話も披露していた。
GLAY - ロックバンド
同じ北海道出身ということもあり、深い親交がある。メンバーには「チー様」と呼ばれている。GLAYがゲスト出演した音楽番組にスペシャルゲストとして松山も出演し、メンバーとの交流歴やGLAYの音楽について語ったこともある。また2007年7月1日に行われた「CUE MUSIC JAM-BOREE IN YUBARI」にGLAYが出演した際に、松山のヒット曲「長い夜」をカバーし披露した。
古賀良太 - 株式会社アサヒ緑健代表取締役社長
松山の楽曲を何曲かCMソングに採用し、ネット局のいくつかで『松山千春のON THE RADIO』のスポンサーとなっている。ゴルフのメンツで「良太」と呼び、当番組でも社名とともに時折名前が出る。
権藤博 - 野球評論家・元横浜ベイスターズ監督・元中日ドラゴンズの投手および三塁手。前・中日ドラゴンズの一軍投手コーチ。
横浜が1998年の日本シリーズを制覇した際の監督で、北海道遠征時に真っ先に松山へ連絡を入れる。
佐伯三貴 - 女子プロゴルファー
プロ転向後も所属先が決まらなかったが、佐伯の父親が松山と20年来の親友の縁で、松山の個人事務所「オフィス・ゲンキ」にマネジメント所属している。正式所属は日立アプライアンス。
佐々木主浩 - 野球評論家・元プロ野球選手
松山がかつて『加藤晴彦のオールナイトニッポンコム』にゲスト出演した際、当時シアトル・マリナーズ所属の佐々木に現地時間午前5時に電話をかけたことがあることを話している。過去、松山はお忍びで打席に立ったことがあり、その時に佐々木が投げたボールのスピードと球威に打席に立った時の怖さを後日語っている。
さだまさし - シンガーソングライター
同時期にニューミュージックの一時代を築いている。書籍やコンサートでは「作詞はさだの方が上である」と、さだを褒めるコメントを出している。かつて松山は脚本家の倉本聰に傾倒し、テレビドラマ『北の国から』の主題歌作成を依頼されていたが、北海道をめぐる価値観の相違から仲たがいし、「北海道のことなど何も知らないくせに」と罵り嫌悪を始めた。そのため松山は主題歌作成の適任として倉本にさだを推薦する。事情を知らず倉本に呼び出されたさだは、「僕は九州人。北海道出身の人物がふさわしいのでは？」と倉本に進言するが、結局さだが主題歌を書くこととなった。
松山とさだの2人で札幌で飲んでいたら、そこへたまたまビートたけしが入ってきて、結局3人で飲んだ、ということもあった。松山は酒が飲めないので「ずっとコーラを飲んでいる」とさだは語っている。
互いに多忙や高齢になり、また音楽観・人生観の相違もあり疎遠になっているが、特段仲が悪いというわけでもなく（松山は口が悪いものの）尊敬し合っている。さだ自身司会のNHK『松山から生放送! 大型連休もさだまさし』では松山の歌を歌うなどしている。2009年にリリースされたさだのライブ・アルバム『さだまさし35周年記念コンサート FESTIVAL HALL200』のステージ・トークでさだは「スタッフ同士は仲が良いので、（2008年6月に松山が）倒れたときはすぐに情報が来た」という表現をした。ちなみに松山・さだに谷村新司を加えてさだは「フォーク界御三毛（ごさんけ）」と呼ぶ。
ジャイアント馬場 - プロレスラー
1980年頃に知人を通じて知り合い、公私ともに親しい付き合いを続けていた。1998年5月1日の全日本プロレス・東京ドーム大会ではアカペラで『君が代』を披露するとともに、テレビ中継のゲスト解説を務めている。
アルバム『ガリレオ』に収録されている「Champ Never Die」は、元々ジャイアント馬場が 1998年暮れに入院したときに、歌でメッセージを伝えようとして作った応援歌であった（制作時のタイトルは「勇気をもう一度」）。またシングル「男達の唄」もジャイアント馬場をイメージして作った曲であり、1999年2月7日に日本テレビで14時から放映された追悼番組『ジャイアント馬場よ永遠に!』でも流されている。なお同番組には松山も出演している。
角盈男 - 元プロ野球選手・コーチ・野球評論家・タレント
現役当時より親交があり、今でも毎年コンサートに行き楽屋で挨拶する。
鈴木宗男 - 前衆議院議員・新党大地代表
地元足寄町出身で高校の先輩後輩の仲。鈴木宗男が初当選する1983年第37回衆議院議員総選挙から選挙応援をしている。鈴木宗男が代表である地域政党「新党大地」の名付け親は松山。新党大地・鈴木宗男の政治資金パーティーや勉強会にも顔を出す。松山は鈴木宗男後援会青年部の名誉会長も務めている。2002年からの鈴木宗男疑惑に対するムネオバッシングの際にも一貫して鈴木を援護し続け、自身のラジオ番組などには擁護に対する批判の声が上がった。
2011年3月、在職25年以上の永年在職表彰のため、作製された鈴木宗男の肖像画の中に異例となる「新党大地 命名松山千春」が記された額縁が国会内の衆院第17委員室に掲示された。また新党大地の控え室の党看板（命名・松山千春）とともに松山の名前が国会内に掲示されることになった。
図越利次 - 指定暴力団会津小鉄会5代目会長
京都で行われた図越会長の就任10周年を祝う催しの際には無償で歌を披露するなど、十数年来の付き合いである。個人的な友人である。
竹田健二^ - 元札幌テレビ放送ラジオ局（STVラジオ）ディレクター
1975年の全国フォーク音楽祭北海道大会に落選した松山に光るものを感じ、自身の担当番組に起用、松山のプロデビューに奔走した、松山の音楽人生における恩人。松山のプロ生活を全面的にバックアップしたが、1977年8月27日朝、急性心不全のため36歳で急死。
松山は、自身のコンサートのステージにはいつもバラの花を一輪置くが、これは竹田のアイディアによる。
千代の富士貢（のち13代九重親方）- 元大相撲力士、第58代横綱
同じ北海道（松前郡福島町）出身で、さらに1955年生まれの同学年で大親友だった。フジテレビ系ドラマ（花王ファミリースペシャル）「千代の富士物語」では自らエンディング・テーマ曲として「燃える涙」を製作した。しかし13代九重親方は膵臓癌のため、2016年7月31日に61歳で死去。その際に自身のラジオ番組で「バカか、貢! お前はやることがまだ一杯あっただろ!!」と悔しそうにコメント。同年8月6日に通夜へ参列した松山は、「亡くなった顔を見た時に若い頃の貢と同じで、北海道の人達にとって奴は宝だった」と神妙な表情で語りつつ、「冥福は祈らない。まだ余りにも早過ぎる…俺は許さん。貢、柩の中からもう一度立ち上がってこい‼︎」と涙を浮かべていた。
トシ（タカアンドトシ・三浦敏和）- お笑い芸人
松山がデビューしてから数年間、トシの父親がマネージャー（キャニオン・レコードで札幌勤務だった）を務めていたことがあり、その当時、松山がトシの家に麻雀をしに来たことがあったことを語っている。タカアンドトシが全国で有名になった際、松山もラジオ番組でかつてのマネージャーの息子がトシであったと発言している。
中井貴一 - 俳優
1991年公開の映画『極道戦争 武闘派』にて、ともに主役として共演して以来親交がある。
中島みゆき - シンガーソングライター
同時期にニューミュージックの一時代を築いている。ともに北海道出身ということで、かつては両者の比較を、雑誌、ラジオ等がよく企画していた。さだと松山（二人とも髪が薄い）がワカメスープを飲んでいるのを中島が発見し、『オールナイトニッポン』でネタにしたこともある。
関西ローカルのやしきたかじんの番組内において、松山はかつて男女の関係にあったことを匂わせる発言をしたことがあるが、真偽のほどは不明である。松山が、みゆきがパーソナリティを務める『オールナイトニッポン』に遊びに来たとき、2人の昔話をしたなかで、みゆきが風邪で寝込んでいたとき、松山が彼女の自宅を見舞って、みゆきの母親と会って話をしてと語っていた。これについてみゆきは特に否定せず、「そんなこともあったね」と語っている。
浜地紀生 - 前東海クリエイト社長
名古屋を中心にイベント・会場設営を行う企業の前社長。松山が主宰していた草野球チーム「スーパースターズ」がナゴヤ球場での試合の際に、会場設営をした時からの付き合いである。松山が出演するラジオ番組の東海ラジオ限定スポンサーを務めるほか、東海地方の松山のコンサート設営を手がける。また松山も自身が出演するラジオ番組で浜地のことを語ることがあった。なお、松山が死去した場合の葬儀委員長を務める予定だと松山自身がパーソナリティを務めるラジオ番組で語っている。しかしながら肺炎のため、2010年11月5日に逝去。
北勝海信芳（現八角・日本相撲協会理事長）- 元大相撲力士、第61代横綱
同じ北海道でかつ十勝地方（広尾郡広尾町）の出身。九重部屋の兄弟子だった千代の富士と同様に、現役時代から親交がある。2024年に久々対面の際、ラジオ番組にて「『保志』（本名でかつての四股名）だった期間が長いから『ほし、ホシ』って言ってんだけど、『今でも僕を保志と呼んでくれるのは千春さんだけです。他の人達は理事長や八角親方などの言い方をしますから』と二人の会話を紹介しつつ、「俺が突然『おっ、理事長！』と煽ててもしょうがないよな」等と苦笑いしていた。
松山明人 - 元ユニバーサルミュージック合同会社クラシックス&ジャズ制作編成部第1グループ主査
実弟。2006年、モーツァルト生誕250年記念企画CD「モーツァルト大全集（CD180枚組）　VARIOUS」をプロデュース。25万円を超える価格にもかかわらず驚異的なセールスを記録する。オペラなどクラシック音楽の多くのジャンルに精通していることから、クラシック啓蒙のための講演会などに講師として招かれることもあった。ユニバーサルミュージックを早期退職後「オフィス・ゲンキ」に移籍。しかし癌のため2021年9月19日に死去。享年61。その死去当時は「松山千春のON THE RADIO」の生本番中であり、松山は生放送終了後に訃報を伝え聞いた。そして翌週の2021年9月26日の同番組にて、松山本人により明人の死去と思いを語った。
三井浩二 - プロ野球元埼玉西武ライオンズ投手
地元足寄町出身で学校の後輩。自身の変化球に「チハルボール」なる名称を付けており、交流も深い。
宮地佑紀生 - 名古屋のタレント・パーソナリティ・シンガーソングライター
宮地が全国フォーク音楽祭で作詞賞を取った（同北海道大会で松山は落選）頃から長年に渡り親交があるアーティスト。宮地がアクセサリーショップ経営の不振による借金で苦しんでいた頃に自身のSTVラジオ番組のパートナーに迎え入れ、不遇を救ったことから宮地は松山を年下の兄貴として公言、慕っている。聞いてみや〜ちのリスナープレゼントに私物を提供するほか、コンサート等で東海地方を訪れた際に、同番組にゲスト出演したり、名古屋で開催される松山のコンサートに宮地が飛び入りでステージに登壇することがあるなど親交が深い。
やしきたかじん - シンガーソングライター・タレント・司会者
たかじんの番組「たかじんONE MAN」に特別ゲストとして出演し、バーで対談したのが初対面で、以降、意気投合し親友の間柄となった。また大阪での松山のコンサートにもアンコールで飛び入り出演している。
2006年4月2日放送の『たかじんのそこまで言って委員会』（読売テレビ）では鈴木宗男が翌週の出演に先立って、たかじんにメッセージを送っており、そのなかで「たかじんさんの親友の松山千春さんの…」という趣旨を述べている。『ムハハnoたかじん』（関西テレビ）でも共演をした際、一度コンサートに飛び入り参加するとたかじんが明言し、同年6月2日のコンサートツアー「我家」大阪厚生年金会館で実現した（たかじんと松山のふたりで「恋」をデュエットし、たかじんが持ち歌の「やっぱ好きやねん」を歌った）。
2008年不安定狭心症で入院した時も、たかじんは病院に見舞いに行き、復帰直後にはたかじんプロデュースのKoi-conにゲスト出演。二人で「東京」、「やっぱ好きやねん」をデュエットした。また、2012年にたかじんが食道癌を患った際も、松山を頼って札幌で一時療養していたことをたかじんが明かしている。晩年は札幌に住居を構えた。
山本詔治 - 所属事務所オフィス・パンタ（現在はオフィス・ゲンキと改称）の元社長。
元キャニオン・レコードのディレクター。元NEWSレコード社長。元ロンドンレコード副社長。
所属事務所オフィス・パンタの名は、同社長の「がに股」の風貌がパンタグラフを連想させることから命名された。1982年6月に松山との出会いなどを記した『遙かなり』を出版。